# Lomnička (district de Stará Ľubovňa)
Pour les articles homonymes, voir Lomnička.
Lomnička (en allemand : Kleinlomnitz) est une commune du district de Stará Ľubovňa, dans la région de Prešov, en Slovaquie.

## Histoire
La première mention écrite du village date de 1294.

## Démographie

### Évolution de la population
| Année:               | 1994. | 2004.    | 2014.    | 2024.    |
| -------------------- | ----- | -------- | -------- | -------- |
| Nombre de personnes: | 1123  | 1797     | 2991     | 3728     |
| Différence:          |       | +60,01 % | +66,44 % | +24,64 % |

| Année:               | 2023. | 2024.   |
| -------------------- | ----- | ------- |
| Nombre de personnes: | 3583  | 3728    |
| Différence:          |       | +4,04 % |